# 2024年法國高速鐵路縱火案
當地時間2024年7月26日，即2024年夏季奧林匹克運動會開幕典禮當天，法國高速鐵路系統的大西洋線、北線和東線等線路遭受一系列縱火襲擊，造成設施損毀。這些襲擊廣泛影響法國國際和國內鐵路服務，約80萬名乘客受到影響。除此之外，東南線也險被襲擊，但被當時在場的法國高速鐵路維修工人成功阻止。

## 背景
5月8日，在奧林匹克聖火抵達馬賽期間，法國警方在艾克斯和馬賽之間的地中海線上發現4個燃燒裝置，從而避免一次襲擊。

## 襲擊
7月26日，連接巴黎與里爾（北部）、波爾多（西部）和斯特拉斯堡（東部）等城市的4個信號箱被破壞，而對東南線的襲擊則被成功阻止。歐洲之星其後證實，由於這些縱火襲擊導致高速鐵路中斷，當局取消四分之一的列車班次。除國際列車外，國內鐵路服務也受到廣泛影響。估計有80萬名乘客受到影響。

### 遭破壞地點
1. 大西洋高速鐵路：接近阿魯（庫爾塔蘭附近）[7]
2. 東部高速鐵路：在默茲TGV站和拉莫爾維爾之間[7]
3. 東部高速鐵路：摩澤爾河畔帕尼附近[7]
4. 北部高速鐵路：克魯瓦西耶[7]
5. 東南高速鐵路：韋爾日尼附近，襲擊被鐵路工人阻止[8]

## 影響
三條高速鐵路線受到影響：
1. 大西洋高速鐵路：三分之二的列車停運[9]。

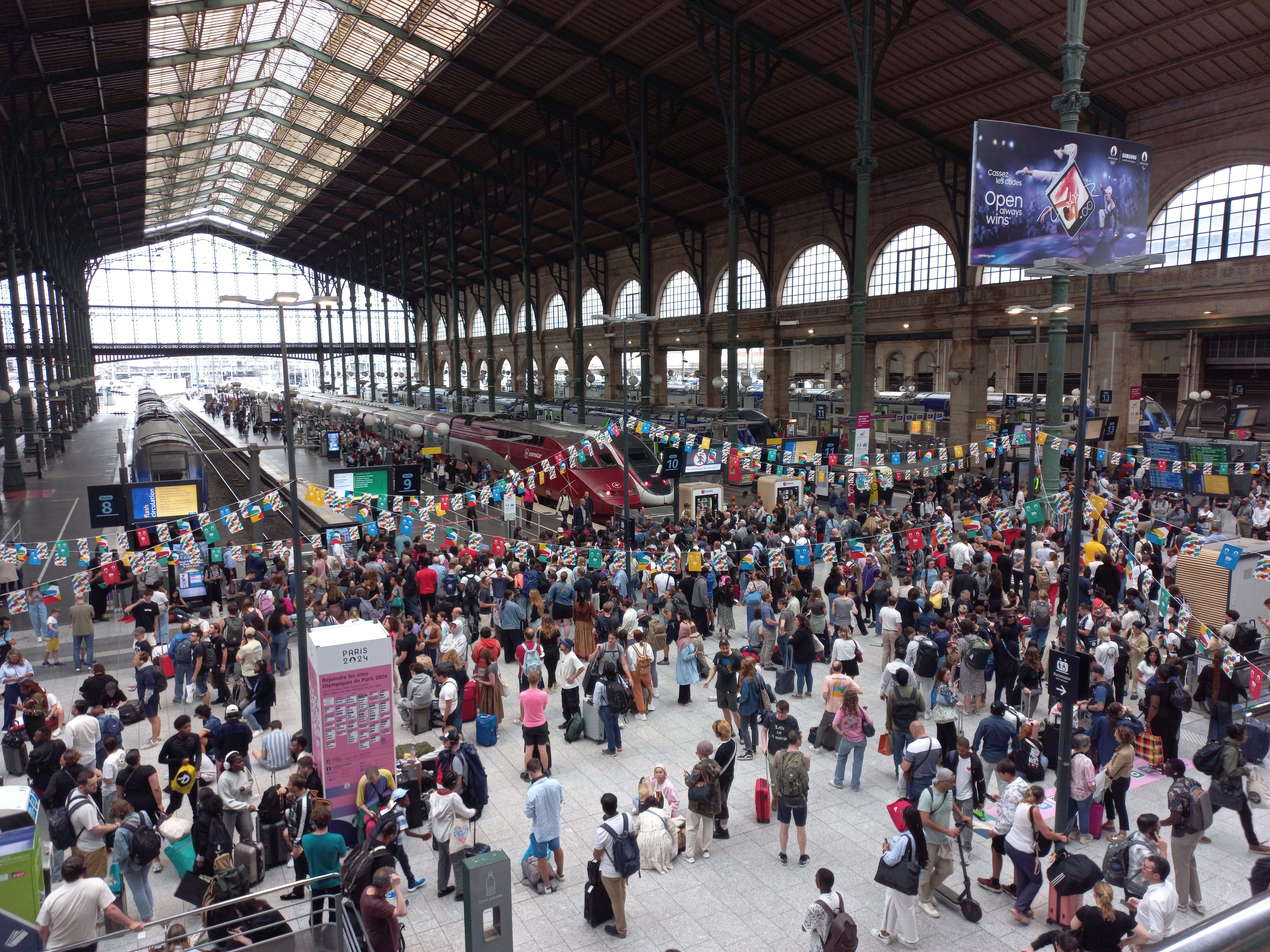
因襲擊事件而延誤班次，在巴黎北站等待火車的乘客群

2. 東部高速鐵路：儘管延誤約一個半小時，但所有列車正常運行。7月27日交通恢復正常[9]。
3. 北部高速鐵路：延誤約一小時並有部分列車取消，7月29日交通恢復正常[9]。

歐洲之星被迫在7月26日至28日期間取消四分之一的列車。運行的列車被改道至普通鐵路線並以減速運行，這使得旅程延長約一個半小時。
超過80萬名旅客受到直接影響，包括7月26日的25萬名旅客。
英國首相施紀賢原計劃乘坐歐洲之星前往奧運會參加開幕典禮；然而，由於縱火襲擊造成的延誤和取消，他改為乘坐飛機。

## 調查
巴黎檢察官對涉嫌破壞「國家根本利益」的行為展開調查。情報機構和執法部門同被動員，以尋找並懲罰肇事者。
7月25日，以色列外交部部長伊斯雷爾·卡茨警告法國外交部部長斯特凡納·塞茹爾內，稱有一個由伊朗恐怖代理人支持的陰謀，試圖破壞這些活動。伊朗在襲擊前後均否認這些指控。
7月28日，一名被形容為「極左激進分子」的男子在法國西北部被捕，當時他在鐵路站附近行為可疑，車內發現技術房間的鑰匙、鉗子、一套通用鑰匙和與「極左」相關的文獻。然而，當時並沒有跡象表明他與早先的襲擊有關。法國內政部部長熱拉爾德·達爾馬寧告訴媒體，襲擊者所使用的方法是極左派傳統的做法，這提供可能的聯繫。

## 反應
法國體育部部長阿梅莉·烏迪亞-卡斯特拉對這次破壞行為表示強烈譴責，並指出針對奧運會的行為等同於針對法國本身。
法國總理加布里埃爾·阿塔爾承諾要「找到並懲罰」那些在開幕式當晚之前通過破壞行為「癱瘓」交通連接的人。
法國交通部部長帕特里斯·維格里特警告，週末期間鐵路交通將面臨「非常嚴重」的時刻，通往法國北部、東部和西北部的鐵路連接將減半，并表示所有列车将于星期一早上恢复运行。他补充道，自破坏事件发生以来，已部署了50架无人机、250名铁路安全人员和1000名维修工人，以加强全长28,000（17,000英里）高速列车网络的安全，并称这一事件可能会造成数百万欧元的损失。
法国内政部长达尔马宁于27日表示，有关部门已经获得了不少证据，肇事者近期就会大白于天下，以此显示政府正在全力以赴地找寻出犯罪团伙，并于29日表示警方已逮捕一名嫌疑人。他还称当局正在追查这起事件是否与极端左翼运动有关，并宣称已确认数名可能犯案者的身分。
巴黎警察局長努涅斯(法語：Laurent Nunez)表示，正在進一步加強首都主要車站的安保。
法国国家铁路公司于7月28日宣布，经过抢修，高速铁路将于29日早晨全线恢复正常运行。
一份由“意外代表团”(an unexpected delegation)所签署的声明被发送给多家新闻媒体，表示支持这次的破坏行动，并批评奥运会是“民族主义的庆典”和民族国家对人民的压迫。